# Živost
Živost je v jezikoslovju slovnična lastnost oziroma podspol samostalniških besed moškega spola, ki poimenujejo bitja in ki se kaže v tožilniku ednine; le-ta je enak rodilniku ednine (npr. videti jelena; srečati našega pismonošo). Po kategoriji živosti se sklanjajo samostalniki moškega spola v tožilniku končnico -a, izjemoma -u (Vidim brata/tatu.).  To lahko pojmujemo kot pravilo enakih končnic drugega in četrtega sklona (pravilo 2. = 4.).  
|             | ŽIVO    | NEŽIVO |
| ----------- | ------- | ------ |
| Imenovalnik | človek  | stol   |
| Rodilnik    | človeka | stola  |
| Tožilnik    | človeka | stol   |

Poleg samostalniških besed, ki poimenujejo bitja, se pri moškem spolu po kategoriji živosti sklanjajo tudi samostalniške besede, ki poimenujejo bitjeliko (bog, škrat ...). Živost velja tudi za poimenovanja, ki so enakoglasna z bitji:
- vrste vozil (ford, mercedes ...),
- bolezni (rak, alzheimer[3] ...),
- vrste vin (mariborčan, ljutomerčan ...),
- planeti (Mars - Videti Mars/Marsa.),
- karte (as, pik ...),
- športna društva (Železničar, Partizan ...),
- beseda duh v pomenu duševnost,
- imena gob (goban).[2][4]

Po kategoriji živosti se lahko v sobesedilu sklanjajo tudi samostalniki moškega spola, ki prvotno poimenujejo neživo stvarnost (Tega klinca bo že še izučilo.)
V otroškem govoru se oblika živosti uporablja zelo široko (Lizati sladoleda.).

## Pregled skupin, pri katerih velja pravilo 2. = 4.
Do ujemanja rodilnika in tožilnika prihaja pri naslednjih skupinah:
- ljudje

imenovalnik: Blaž, rodilnik: Blaža, tožilnik: Blaža → 2. = 4.
			imenovalnik: Urh, rodilnik: Urha, tožilnik: Urha → 2. = 4.
Blaža in Urha ni bilo na sredinih vajah. Blaža sem ta čas videl v centru Ljubljane, za Urha pa se govori, da je študij opustil.
- živali

imenovalnik: slon, rodilnik: slona: tožilnik: slona → 2. = 4.
			imenovalnik: skovir, rodilnik: skovirja, tožilnik: skovirja → 2. = 4. 
Slona in skovirja v tem živalskem vrtu pač nimamo.
Povozil je skovirja. Nič čudnega, tako je neroden, da bi še slona.
- karte

imenovalnik: as, rodilnik: asa, tožilnik: asa → 2. = 4.
			imenovalnik: kralj, rodilnik: kralja, tožilnik: kralja → 2. = 4. 
			imenovalnik: pik, rodilnik: pika, tožilnik: pika → 2. = 4.
Pri sebi ni imel ne asa ne kralja ne pika. Asa in pika je pozneje gotovo izvlekel, kje je našel kralja, pa res ne razumem.
- avtomobili

imenovalnik: audi, rodilnik: audija, tožilnik: audija → 2. = 4.
			imenovalnik: fičko, rodilnik: fička, tožilnik: fička → 2. = 4.
Ko je naredil izpit, ni imel niti fička, danes pa ima audija.
Ker audija nima več (ukraden), mora voziti kar tistega starega fička.
- rak

imenovalnik: rak, rodilnik: raka, tožilnik: raka → 2. = 4.
Nimam raka.
Prebolel je raka.
- vina demonimi

imenovalnik: ritoznojčan, rodilnik: ritoznojčana, tožilnik: ritozojčana → 2. = 4.			
Ni hotel lanskega ritoznojčana, raje se je odločil za sok.
Sosed ima nad Slovensko Bistrico zidanico. Tam prideluje ritoznojčana.
- športni klubi, društva

imenovalnik: Rudar, rodilnik: Rudarja, tožilnik: Rudarja → 2. = 4.
Trboveljskega Rudarja že nekaj časa ni med vodilnimi klubi.
Kot najstnik je igral za Rudarja.
- gobe

imenovalnik: goban, rodilnik: gobana, tožilnik: gobana → 2. = 4.
Gobana ni na mojem jedilniku.
Poglej tega velikega gobana, ki raste pri štoru!

## Izjeme, pri katerih pazimo
- pravilo 2. = 4. se nanaša le na raka in nekatere druge bolezni, ki prvotno poimenujejo bitja (npr. volk v pomenu vnetja kože − intertrigo, črv v pomenu vnetja na prstu –panaricij),[5] ne pa tudi na vse druge bolezni

	 		imenovalnik: prehlad, rodilnik: prehlada, tožilnik: prehlad
Prebolel je prehlad.
- pri vinih, ki niso demonimi, pravilo 2. = 4. ne velja

imenovalnik: teran, rodilnik: terana, tožilnik: teran
Bojujemo bitko za teran.
- da se pravilo ne obnese v vseh primerih, se pokaže tudi pri športnih klubih – pri tistih, ki so toponimi, se tožilnik ujema z imenovalnikom, ne pa z rodilnikom

imenovalnik: Maribor, rodilnik: Maribora, tožilnik: Maribor
Zahovič je bil primoran zapustiti Maribor.

## Zanimivosti o živosti
- če se s pravilom 2. = 4. v slovenščini srečamo samo pri edninskih samostalnikih moškega spola, to ne velja za ruščino – tam sta rodilnik in tožilnik enaka tudi pri živih samostalnikih v množini in za vse spole
- pri osebnih zaimkih poznamo kategorijo živosti tudi v množini (opaziti nas/vas/njih) --> primer še zaimek kdo: videti koga
- slovnično smo večni, saj se kot živa sklanjata tudi samostalnika mrtvec in pokojnik
- vse s slovnično značilnostjo človeškega ima tudi značilnost živega (A je vprašal B-ja)
- živost se nanaša tudi na nežive samostalnike, ki so poosebljeni oz. rabljeni metonimično – Toporišič navaja primer Tega klinca/prdca bo že izučilo.
- živost se nanaša tudi na bitjeliko, kar vidimo v primerih Naredil bom snežaka. in Ubil bom ljubljanskega zmaja.
- kategorija živosti je pogosto »zlorabljena« v otroškem in pootročenem govoru – dokaz sta primera Sladoleda bi! in A boš pil soka?